# Michael Matzner
Michael Matzner (1 de septiembre de 1975) es un deportista austríaco que compite en tiro con arco, en la modalidad de arco compuesto. Ganó una medalla de bronce en el Campeonato Mundial de Tiro con Arco al Aire Libre de 2021 y una medalla de bronce en el Campeonato Europeo de Tiro con Arco al Aire Libre de 2022.

## Palmarés internacional
| Campeonato Mundial al Aire Libre | Campeonato Mundial al Aire Libre | Campeonato Mundial al Aire Libre | Campeonato Mundial al Aire Libre |
| Año                              | Lugar                            | Medalla                          | Prueba                           |
| -------------------------------- | -------------------------------- | -------------------------------- | -------------------------------- |
| 2021                             | Yankton (Estados Unidos)         | Medalla de bronce                | Equipo                           |
| Campeonato Europeo al Aire Libre |                                  |                                  |                                  |
| Año                              | Lugar                            | Medalla                          | Prueba                           |
| 2022                             | Múnich (Alemania)                | Medalla de bronce                | Equipo                           |